# Ballade des seigneurs du temps jadis
 (janvier 2014).
La Ballade des seigneurs du temps jadis est un des poèmes de François Villon composée au XVe siècle qui fait suite à la Ballade des dames du temps jadis et précède Ballade en vieil langage françoys qui constituent le triptyque des ballades au centre de son Testament ou Grand Testament, à l'opposé du Petit Testament, dont l'appellation même apparait indue, même selon lui (le Lais, « le legs » en français moderne, rédigé bien avant).

## Date du poème
- Si vous ne connaissez pas le sujet, laissez ce bandeau (vous pouvez alors contacter les auteurs).
- Si vous supprimez le contenu mis en cause (vous pouvez préalablement contacter les auteurs),

argumentez précisément cette suppression dans la page de discussion
(un manque de référence n'est pas un argument ; une recherche réelle de référence doit avoir été effectuée, être formellement documentée).
Des doutes restent sur la date exacte de rédaction, et le texte est potentiellement composé en plusieurs fois, mais en 1461 à priori l'automne, voir l'hiver, du fait notamment de la référence au Roy de France décédé dont il est fait mention et du fait que l'on sait (même si on ne sait pas pourquoi) qu'emprisonné à Meung-sur-Loire durant l'été, il aurait été libéré par le nouveau roi amnistiant les divers prisonniers de droit commun lors de son passage en cette ville  
Il est communément admis pour l'ensemble du texte qu'il s'agit d'une évocation de sa propre mort supposée et anticipée (même si sa réelle mort, son lieu, sa date et ses conditions sont totalement incertaines), et donc, la majorité des personnages évoqués sont des personnes célèbres et dont le décès est récent lors de l'écriture. Ceci est d'ailleurs à opposer aux rares personnages cités dont la vie et le décès est plus ancien (Charlemagne, ou Bertrand Du Guesclin), mais dont les mérites seraient supérieurs aux récents morts célèbres ?
La chronologie est importante pour l'interprétation du récit, car la description des Seigneurs du temps jadis est parfois floue. Et à opposer à la ballade des dames du temps jadis précédant directement celle-ci, où les figures antiques (et parfois fausses) ou du moins plus vieilles sont nombreuses.
L'imprécision probablement volontaire (est-elle involontaire ? car à l'époque certaines figures pouvaient être notoires, plus qu'aujourd'hui ?) d'une partie des Seigneurs mentionnés se compense donc, en grande partie par le fait qu'on puisse considérer les morts récents du point de vue de François Villon lors de la rédaction du texte. La médiocrité des personnages récents mentionnés par rapport aux rares figures historiques donne probablement une vue de la valeur relative que François Villon se donnait lui-même ?
La date de 1461 (date de l'écriture admise du Testament) et certaines indications précises comme la mort de Calixte III en début de poème permettent probablement de reconstituer une partie des seigneurs mentionnés.

## Titre
La Ballade des seigneurs du temps jadis est une opposition à la Ballade des dames du temps jadis qu'elle suit dans le Testament, où l'opposition se fait évidemment sur le sexe, mais aussi sur la chronologie. Là où la première fait volontiers référence à des figures passés, voir mythologiques, sauf exception, la seconde fait principalement référence à des personnes célèbres décédées peu de temps avant l'écriture, sauf exception. Le titre n'est pas de l'auteur, mais de Clément Marot dans son édition de 1533 qui fait référence de facto depuis.

## Fond
L'hypothèse admise étant que sa mort potentiellement prochaine du fait de son incarcération récente, du fait qu'il y fut soumis à la torture (de l'eau) lui rappelle les morts récentes de gens célèbres (seigneurs ecclésiastiques ou souverains) à l'aune desquels il se juge (par exemple, il ne sait même plus le nom du souverain d'Espaigne), et qu'il compare à de véritables seigneurs, en rime finissant une strophe ou dans l'envoi, avec une exclamation ("!") plutôt qu'une interrogation ("?").
Il reste toutefois extrêmement difficile de savoir si les seigneurs ou célébrités historiques de l'époque de rédaction sont les mêmes que celles prévalant aujourd'hui, notamment sur les deux imprécisions de l'Envoi. On peut aussi dire que dans une très large mesure, la mise en musique (et en chanson) de Georges Brassens sur la Ballade des dames du temps jadis aurait pu aussi s'appliquer à ce poème précis, du fait de la structure rythmique et rimique similaire.

## Forme
Il s'agit de ce qu'on appelle une petite ballade, comme les deux autres du triptyque, majoritaires dans l’œuvre, à savoir :
- trois huitains d'octosyllabes et un quatrain d'octosyllabes, l'envoi ;
- utilise trois rimes A, B, C ;
- dans les trois huitains, les rimes sont disposées : ABABBCBC, dans l'envoi c'est BCBC.

Le parler parisien de l'époque, coloré parfois d'expressions poitevines de l'époque que François Villon entendait un peu, ainsi que les éditions successives expliquent la non-rigueur apparente du respect de ces règles pour le lecteur moderne.

## Texte de la ballade et transcription en français moderne
Texte de la ballade  et essai de traduction en français moderne.
| 5 10 15 20 25 | Qui plus ? Où est le tiers Calixte, Dernier decedé de ce nom, Qui quatre ans tint le Papaliste ? Alphonse, le roy d’Aragon, Le gracieux duc de Bourbon, Et Artus, le duc de Bretaigne, Et Charles septiesme, le Bon ?… Mais où est le preux Charlemaigne ! Semblablement, le roy Scotiste, Qui demy-face eut, ce dit-on, Vermeille comme une amathiste Depuys le front jusqu’au menton ? Le roy de Chypre, de renom ; Helas ! et le bon roy d’Espaigne, Duquel je ne sçay pas le nom ?… Mais où est le preux Charlemaigne ! D’en plus parler je me desiste ; Le monde n'est qu'abusion. Il n’est qui contre mort resiste, Ne qui treuve provision. Encor fais une question : Lancelot, le roy de Behaigne, Où est-il ? Où est son tayon ?… Mais où est le preux Charlemaigne ! ENVOI. Où est Claquin, le bon Breton ? Où le comte Daulphin d’Auvergne, Et le bon feu duc d’Alençon ?… Mais où est le preux Charlemaigne ! | Qui d’autre ? Où est Calixte III, Dernier décédé de ce nom, Qui occupa le siège de pape pendant quatre ans ? Alphonse, le roi d’Aragon, Le gracieux duc de Bourbon, Et Arthur, le duc de Bretagne, Et Charles VII, le Bon ?... Mais où est le preux Charlemagne ! De la même manière, le roi d’Écosse, Qui, disait-on, avait un demi-visage, Vermeil comme une améthyste Depuis le front jusqu’au menton ? Le roi de Chypre, de renom ; Hélas ! Et le bon roi d’Espagne, Dont je ne sais [même] pas le nom ?... Mais où est le preux Charlemagne ! Je n’en parlerai pas plus longtemps ; Ce ne serait qu’un abus. Il n’est [personne] qui résiste contre la mort, Qui ne trouve [moyen] de s’en protéger. J'ai encore une question : Ladislas, le roi de Bohême, Où est-il ? Où est son aïeul ?... Mais où est le preux Charlemagne ! ENVOI Où est Du Guesclin, le bon Breton ? Où est le comte Dauphin d’Auvergne, Et feu le bon duc d’Alençon ?... Mais où est le preux Charlemagne ! |